# ナイジェリア軍

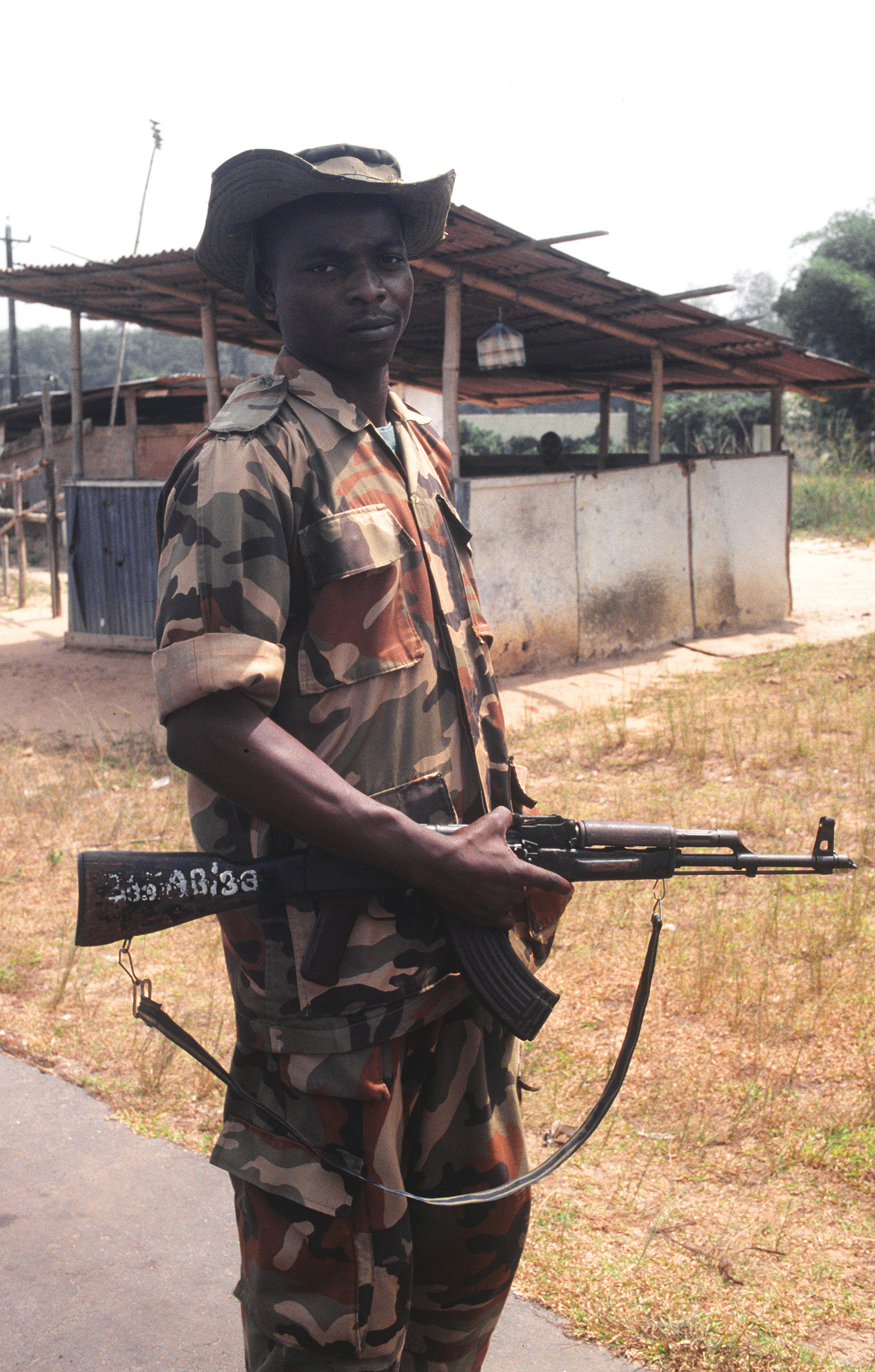
リベリアで任務を行うナイジェリア陸軍兵士

ナイジェリア軍（英語: Nigerian Armed Forces）は、ナイジェリアの軍。王立西アフリカ辺境軍 (RWAFF) のナイジェリア連隊を前身として1960年にナイジェリアが独立したことにより編成された。ナイジェリア軍は政治や経済、社会に大きな影響力を有している。陸軍、海軍、空軍を保有している。ルワンダ、リベリアの紛争に参加し、シエラレオネ内戦ではECOMOGにも参加した他、近年ではボコ・ハラムとの戦闘も行っている。

## データ
- 正規兵力

80,000人（2015年）
（陸軍62,000人、海軍8,000人、空軍10,000人）
- 予算

18.8億ドル（2015年）
GDPに占める割合 1.5%（2006年）

## ナイジェリア陸軍
約6万人の正規兵力を有し、歩兵師団および機甲師団などを保有。また、官制企業DICON社によって主な小火器（ブローニング・ハイパワー、FN FAL、AK-47、ベレッタM12、FN MAG、迫撃砲）を自国にてライセンス生産している。
- 第1師団
- 第2師団
- 第3装甲師団
- 第81師団
- 第82師団
- 第72特殊部隊大隊

## ナイジェリア海軍

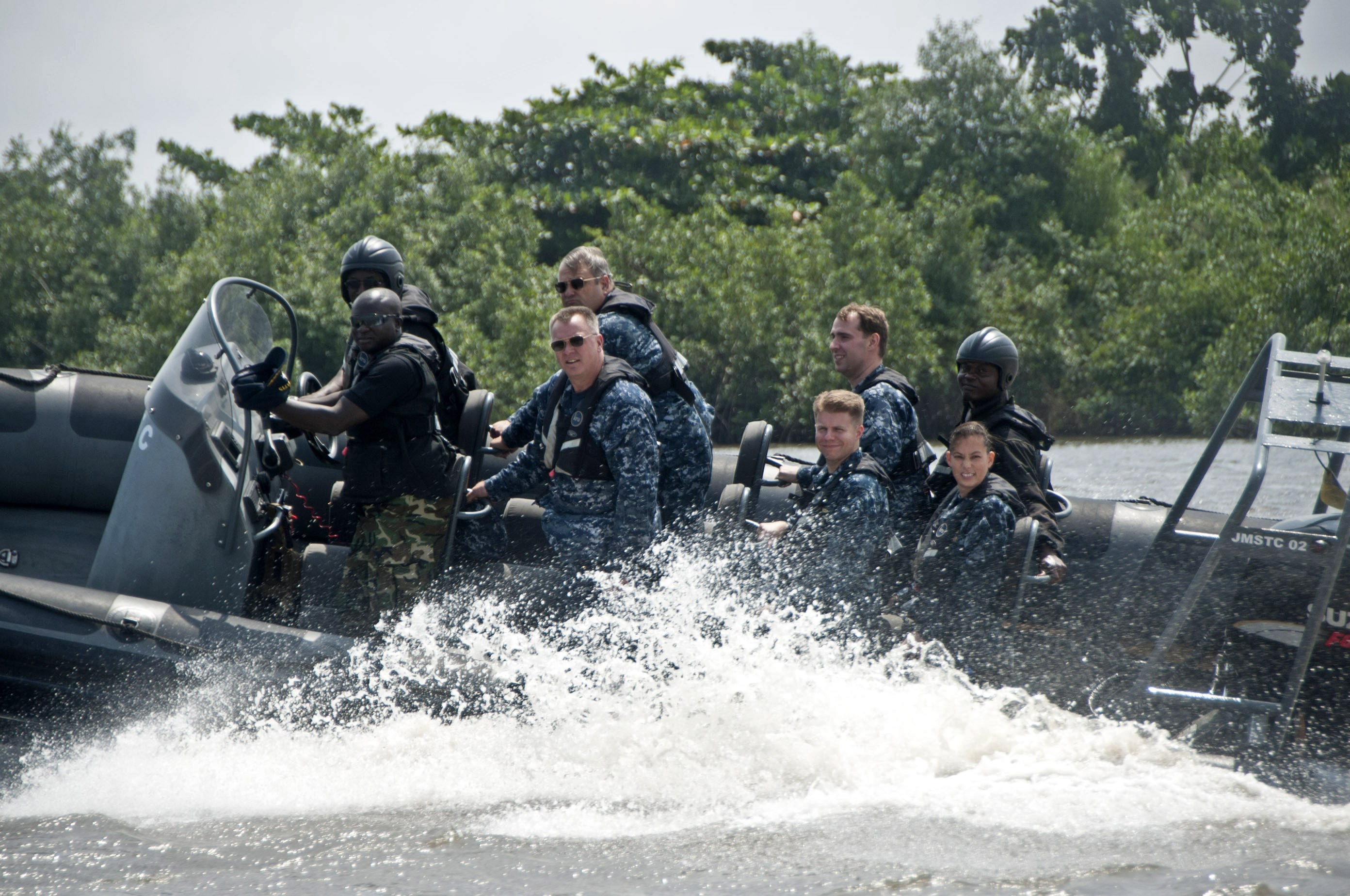
ボートに乗るナイジェリア海軍とアメリカ海軍の兵士

船艇部隊の他にも海上警備部隊や特殊舟艇部隊を保有している。保有船舶についてはナイジェリア海軍艦艇一覧を参照。
- 海軍司令部
- 西部海軍部隊
- 東部海軍部隊
- 中央海軍部隊
- 海軍訓練部隊
- 補給部隊

## ナイジェリア空軍

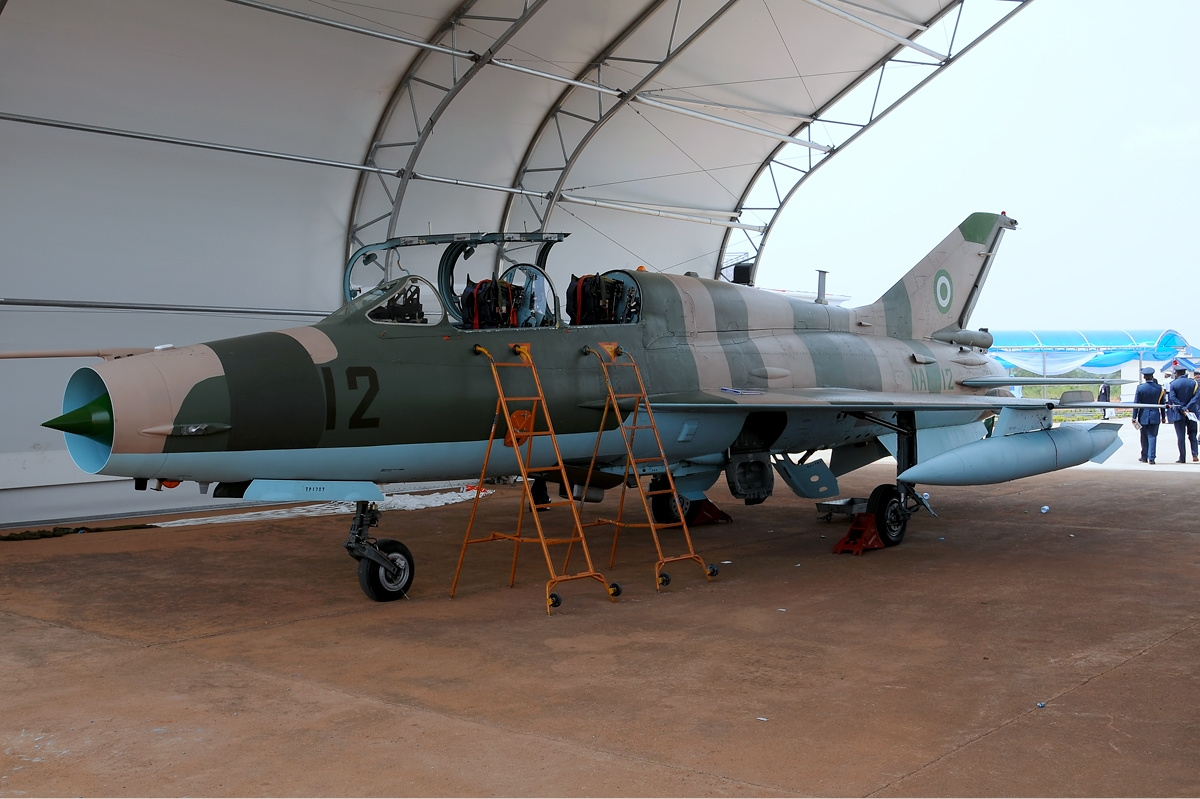
ナイジェリア空軍の殲撃七型

中国製の殲撃七型を主力戦闘機にしており、2020年にはパキスタンから単座型のJF-17 Block2を3機受領している。また、練習機としてはアルファジェットやMB-339、L-39。輸送機はC-130、G.222、ドルニエ 228、ATR 42。ヘリコプターはフランス製のSA 330、SA 341、AS 332やロシア製のMi-17およびMi-35を使用している。無人攻撃機では彩虹3を中国から導入している。また、装甲車両として南アフリカのマローダーを保有している。

## その他
- ナイジェリア機動警察（英語版）は、ナイジェリア警察（英語版）が保有する部隊で、準軍事組織とみなされる[要出典]。